# Shimokita GLORY DAYS
Shimokita GLORY DAYS es una serie de televisión japonesa emitida en la TV Tokyo. Estrenada en abril de 2006, la serie fue emitida los viernes a las 00.00 horas, debido a su contenido, que incluía desnudos. Llamó la atención especialmente por incluir a varias AV Idol, como Yuma Asami, Honoka y sobre todo a la prometedora Sora Aoi.

## La serie
Esta comedia narra la historia de Ono Yuta (Ichitaro), quien para concentrarse mejor en sus estudios para entrar en la Universidad de Tokio decide trasladarse a Shimokita, alejarse un tiempo de su novia, y compartir piso con otros estudiantes. Para sorpresa de Yuta, el piso compartido está lleno de hermosas y jóvenes mujeres. Todo ello, sumado a una novia celosa y una antigua enemiga de la casa, provocarán una serie de incidentes que dejarán a Ono Yuta con poco tiempo para estudiar.